# Transfert culturel
La notion de transfert culturel désigne un processus d’adoption de phénomènes culturels entre différentes cultures, par exemple entre différents pays ou entre différents groupes sociaux.
L’étude des transferts culturels consiste en une approche relativement récente des études culturelles, due aux germanistes et historiens Michel Espagne et Michael Werner qui,  à partir du milieu des années 1980, l'ont développée notamment sur le terrain des relations culturelles entre la France et l’Allemagne. 

## Définition
Ainsi que le relève Michel Trebitsch en 1998 dans Pour une histoire comparée des intellectuels, le concept de « transfert culturel », introduit et développé par Michel Espagne et Michael Werner, consiste en l'étude des métissages culturels, c'est-à-dire l'appropriation ou l'assimilation d'un aspect culturel d'une société par une autre.
Andreas Ackermann distingue le « transfert culturel horizontal », où le transfert de connaissances franchit les frontières culturelles et linguistiques, et le « transfert culturel vertical », au cours duquel les techniques culturelles s'échangent entre différents groupes et couches sociales.

## Transferts culturels et limites du comparatisme
Dans la revue Genèses, Michel Espagne a émis des réserves sur « les limites du comparatisme en histoire culturelle ». Selon Michel Trebitsch, « l'attaque principale de Michel Espagne, étayée essentiellement sur l'exemple franco-allemand, porte sur le fait que les comparaisons s'opèrent toujours d'un point de vue national, ce qui les empêche d'élaborer de véritables outils comparatifs et les enferme dans des catégories purement abstraites »,, .